# Unión Nacional Africana de Kenia
Unión Nacional Africana de Kenia (UNAK) (o por las siglas de su nombre en inglés: KANU, Kenya African National Union) es un partido político keniano fundado en 1944. Este partido gobernó en Kenia desde su independencia del Reino Unido en 1963 hasta el 2002.

## Resultados electorales

### Elecciones presidenciales
|  | 36.35 % |

|  | 40.40 % |

|  | 31.32 % |

### Elecciones parlamentarias
|  | 67.50 % |

|  | 53.60 % |

|  | 100.00 % |

|  | 100.00 % |

|  | 100.00 % |

|  | 100.00 % |

|  | 100.00 % |

|  | 24.50 % |

|  | 29.00 % |

|  | 6.36 % |

|  | 2.35 % |

|  | 1.16 % |

|  | 2.45 % |

|  | 2.36 % |

- Datos: Q1422517